# ダウンストリーム (コンピュータ)

住宅向けのサービスは多くの場合、アップストリームよりもダウンストリームのレートが高くなるが、企業向けサービスは対称的である傾向がある。

ダウンストリーム (英: downstream)とは、電気通信ネットワークやコンピュータネットワークでは、ネットワークサービスプロバイダから顧客に送信されるデータを指す。 
最高のダイヤルアップモデムは56kbit/sモデムと呼ばれるが、ダウンストリームの速度は、さらに低いアップストリームの速度で、毎秒数十キロビットに制限できる。 2つの一般的なインターネットアクセステクノロジーである非対称デジタル加入者線（ADSL）とケーブルモデムは、ダウンストリーム速度を大幅に改善し、数Mbit/sに達しました。モバイルブロードバンドおよび衛星インターネットアクセスプロバイダーも、ダウンストリームよりもアップストリームの速度が遅いことがある。
主にダウンストリーム方向にデータを送信するのは、ダウンロードと呼ばれるプロセスである。ただし、全体的なダウンロード速度は、ユーザーのダウンストリーム速度、サーバのアップストリーム速度、およびそれらの間のネットワークによって異なる。
クライアント/サーバーモデルでは、ダウンストリームはサーバーからクライアントへの方向を参照できる。